# UCV Radio
UCV Radio es una estación radial chilena ubicada en el 103.5 MHz del dial FM en el Gran Valparaíso. Fue fundada el 3 de enero de 1994, y pertenece a la Pontificia Universidad Católica de Valparaíso, que también es dueña de UCV TV. Es la primera radioemisora chilena nacida de la mano de un canal de televisión, previo a las emisoras de RDF Media, de propiedad de Canal 13.

## Historia
La radio se caracteriza por programar música de los años 70, 80 y 90. Cuentan además con espacios dedicados a la conversación y difusión de contenidos locales, científicos, culturales, y noticiosos.
Su línea programática está orientada a un segmento que cubre hombres y mujeres entre 30 y 60 años y más, de nivel alto, medio alto y medio (ABC1-C2).
UCV Radio dedica su programación a contenidos locales y música de los años 80 y 90.
Los estudios de la estación están ubicados en Agua Santa 2455, Viña del Mar, lugar donde también se encuentran los estudios de UCV TV.

## Programas
- Infonoticias (Primera Vista): Lunes a Viernes de 07:00 a 08:00 hrs. con Gonzalo Gallardo.
- Días Felices: Lunes a Viernes de 08:00 a 09:00 hrs. con Marco Peña.
- La Mañana en tu Región: Lunes a Viernes de 09:00 a 11:00 hrs. con Gonzalo Gallardo.
- Touch: Lunes a Viernes de 11:00 a 12:00 hrs. con Rolo Sánchez.
- Infonoticias Central: Lunes a Viernes de 14:00 a 15:00 hrs. con Bárbara Rojas y Gonzalo Gallardo.
- Liberen el Cassette: de Lunes a Viernes de 15:00 a 16:00 hrs. con Guillermo Oyaneder.
- Golazo": Lunes, Martes, Jueves y Viernes de 20:00 a 21:00 hrs. y Miércoles de 19:00 a 20:00 hrs. con Luis Rojas Gallardo, Jorge Luis Siviero, Carlos Campos Castro, Jorge Díaz Guerrero, Ricardo Fernández Valdivia y equipo.
- Los Originales: Miércoles de 20:00 a 21:00 hrs. con Eduardo Poblete, Juan Sebastián Torres, Miguel Arellano, Elías Oliva y Rodolfo Sepúlveda.
- El Cowork: Jueves de 16:00 a 17:00 hrs. con Rafael Manzo.
- Popcorn: Sábado de 10:00 a 11:00 hrs. con Maureen Berger.
- Librarte: Sábado de 09:00 a 10:00 hrs. con Mary Rogers, Fanny Campos y Francisco Campos.
- Dimensión Latinoamericana: Sábado y Domingo de 12:00 a 14:00 hrs. con Thelmo Aguilar.
- Essential Loops: Sábado de 21:00 a 22:00 hrs. con Marco Latrach.